# Tỉnh trưởng (Canada)
Ở Canada, một tỉnh trưởng (tiếng Pháp: lieutenant-gouverneur (nam) hoặc lieutenante-gouverneure (nữ)) là đại diện của Quân chủ Canada trong chính quyền tỉnh bang. Tỉnh trưởng do toàn quyền Canada bổ nhiệm theo đề nghị của thủ tướng Canada để thực hiện hầu hết các nhiệm vụ của quân chủ. Nhiệm kỳ của tỉnh trưởng không cố định nhưng theo quy ước là năm năm. Chức danh tương tự tỉnh trưởng ở ba lãnh thổ của Canada được gọi là "ủy viên" và là đại diện của chính phủ liên bang, không phải của quân chủ.
Chức vụ tỉnh trưởng bắt nguồn từ các thống đốc thuộc địa của Tân Pháp và Bắc Mỹ thuộc Anh vào thế kỷ 16 và 17. Năm 1867, Luật Bắc Mỹ thuộc Anh được thông qua, liên bang hóa Canada và quy định chức vụ "tỉnh trưởng hành động theo đề nghị của Hội đồng hành chính tỉnh bang." Tỉnh trưởng đại diện cho chính phủ Canada (tức là Hội đồng Toàn quyền) cho đến khi William Watson thuộc Ủy ban Tư pháp Cơ mật viện vào năm 1882 ra phán quyết rằng tỉnh trưởng là đại diện trực tiếp của quân chủ. Luật Hiến pháp 1982 quy định bất cứ sửa đổi hiến pháp nào ảnh hưởng đến chức vụ tỉnh trưởng đều phải có sự đồng ý nhất trí của mỗi nghị viện tỉnh bang cũng như Hạ viện và Thượng viện liên bang.

## Lịch sử

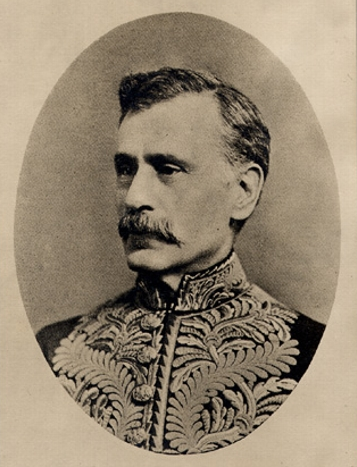
Amédée E. Forget, tỉnh trưởng Saskatchewan đầu tiên (1905–1910)

Chức vụ tỉnh trưởng đã tồn tại từ trước khi liên bang hóa Canada. Năm 1786, chức vụ toàn quyền Bắc Mỹ thuộc Anh được thành lập để quản lý các thuộc địa Đảo Hoàng tử Edward, Nova Scotia, New Brunswick và Tỉnh Québec. Các thống đốc thuộc địa sau đó trở thành tỉnh trưởng, toàn quyền kiêm nhiệm chức tỉnh trưởng Québec. Năm 1791, Québec được phân chia thành Thượng Canada và Hạ Canada, mỗi tỉnh  có một tỉnh trưởng. Toàn quyền kiêm nhiệm chức tỉnh trưởng Hạ Canada.
Khi liên bang hóa vào năm 1867, Canada gồm bốn tỉnh bang, mỗi tỉnh bang có một tỉnh trưởng. Theo Luật Bắc Mỹ thuộc Anh 1867, chức vụ tỉnh trưởng Nova Scotia và tỉnh trưởng New Brunswick về cơ bản được giữ nguyên trong khi chức vụ tỉnh trưởng Ontario và tỉnh trưởng Québec được thành lập cho Ontario và Québec. Khi những thuộc địa khác gia nhập Canada, các thống đốc của họ trở thành tỉnh trưởng. Những chức vụ tỉnh trưởng mới được thành lập khi Lãnh địa Rupert và Các Lãnh thổ Tây Bắc được phân chia thành những tỉnh bang mới (trước đó mỗi lãnh thổ đều có tỉnh trưởng).
Ngay sau khi liên bang hóa, chính phủ Canada và Bộ Thuộc địa Anh coi tỉnh trưởng là đại diện và cấp dưới của toàn quyền Canada, phản ánh quan điểm của John A. Macdonald và Edward Stanley rằng tỉnh trưởng do toàn quyền bổ nhiệm và ngự phê luật của nghị viện tỉnh bang nhân danh toàn quyền chứ không phải là Quân chủ. Trong quá trình soạn thảo Luật Hiến pháp 1867, Macdonald và Stanley rút kinh nghiệm từ Nội chiến Hoa Kỳ, là "hậu quả tai hại của học thuyết bang quyền" được chứng tỏ trong sự lạm quyền của những thống đốc. Năm 1882, Ủy ban Tư pháp Cơ mật viện phán quyết rằng tỉnh trưởng đại diện cho Quân chủ ở cấp tỉnh bang giống như toàn quyền đại diện cho Quân chủ ở cấp liên bang. Tuy nhiên, khác với thống đốc bang Úc, tỉnh trưởng được bổ nhiệm theo đề nghị của thủ tướng thay vì thủ hiến tỉnh bang và về mặt pháp lý chính phủ liên bang có quyền bãi bỏ luật của nghị viện tỉnh bang dù cho tỉnh trưởng từ chối ngự phê luật.

## Quy trình bổ nhiệm

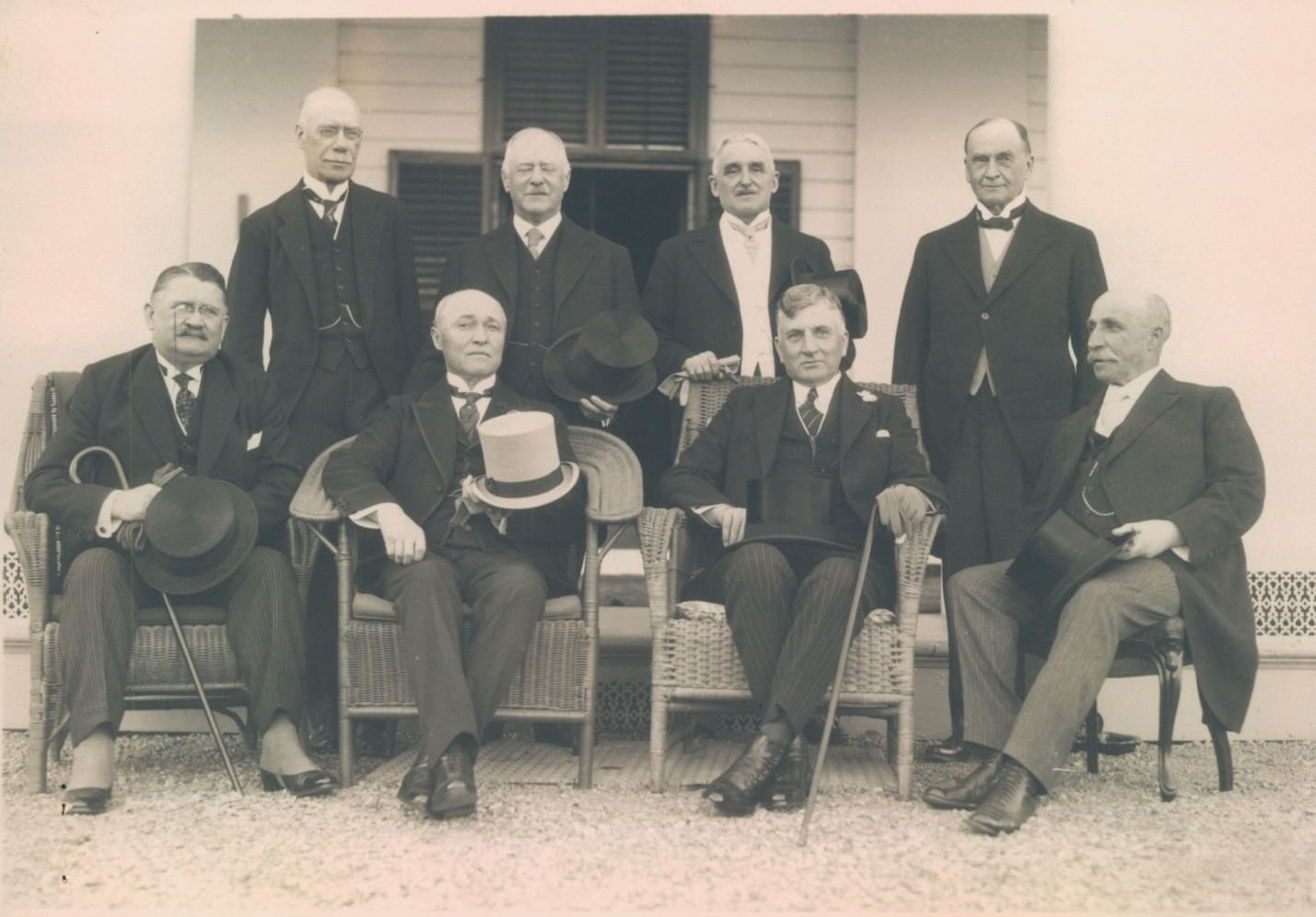
Cuộc họp của các tỉnh trưởng Canada vào tháng 9 năm 1925; đứng, từ trái sang phải: Henry William Newlands (Saskatchewan), Walter Cameron Nichol (British Columbia), Frank Richard Heartz (Prince Edward Island), James Albert Manning Aikins (Manitoba); ngồi, từ trái sang phải: James Robson Douglas (Nova Scotia), Narcisse Pérodeau (Quebec), Henry Cockshutt (Ontario) và William Frederick Todd (New Brunswick); (vắng mặt: Robert Brett (Alberta)

Khác với toàn quyền, các tỉnh trưởng từ năm 1867 nếu không phải là người gốc Canada thì ít nhất là cư dân lâu năm của Canada và không thuộc tầng lớp quý tộc, mặc dù một số người cho được phong tước hiệp sĩ trước khi Nghị quyết Nickle được thông qua vào năm 1919. Theo nguyên tắc của chế độ quân chủ lập hiến thì tỉnh trưởng phải không đảng phái trong thời gian đương nhiệm nhưng những tỉnh trưởng thường là các cựu chính trị gia và một số đã quay trở lại chính trường sau khi hết nhiệm kỳ. Phụ nữ và người thuộc nhóm thiểu số đã được đề bạt làm tỉnh trưởng. Tỉnh trưởng Ontario Pauline Mills McGibbon là nữ tỉnh trưởng đầu tiên, giữ chức vụ  từ năm 1974 đến năm 1980. Kể từ đó, nhiều phụ nữ đã làm tỉnh trưởng ở Ontario và những tỉnh bang khác. Đã có hai tỉnh trưởng người Canada da đen (Lincoln Alexander và Mayann E. Francis) và một số tỉnh trưởng người Canada bản địa. Tỉnh trưởng Alberta Norman Kwong từ năm 2005 đến năm 2010 là người Canada gốc Hoa và Tỉnh trưởng British Columbia David Lam từ năm 1988 đến năm 1995 là người Canada gốc Hồng Kông. Nguyên Tỉnh trưởng Quebec Lise Thibault đi xe lăn, trong khi nguyên Tỉnh trưởng Ontario David Onley mắc bệnh bại liệt khi còn nhỏ và phải chống nạng hoặc xe máy điện.
Tỉnh trưởng được toàn quyền Canada bổ nhiệm theo đề nghị của thủ tướng. Không có quy định hiến pháp hoặc thông lệ nào yêu cầu thủ tướng phải tham khảo ý kiến của thủ hiến tỉnh về việc bổ nhiệm tỉnh trưởng.

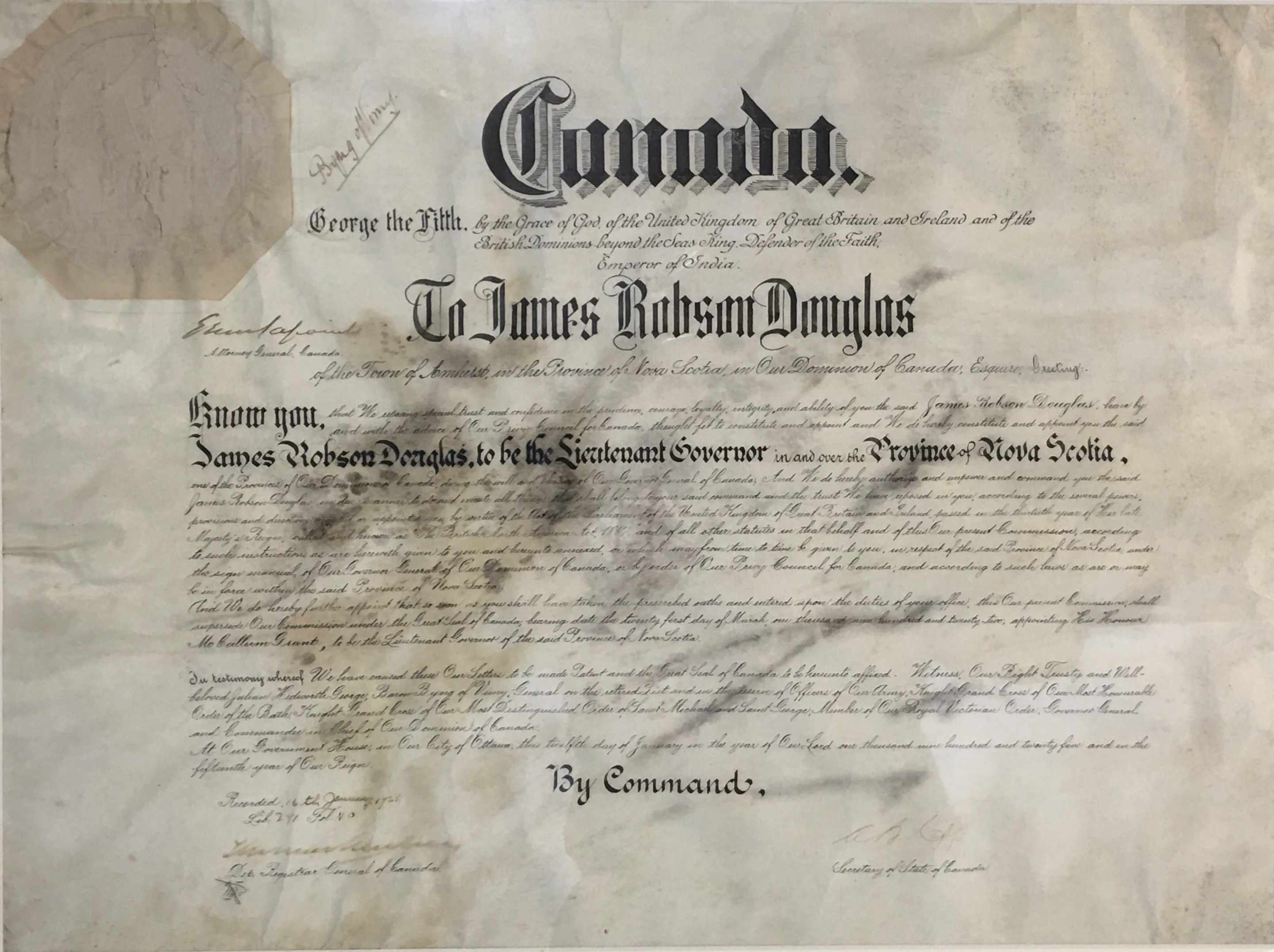
Lệnh bổ nhiệm James Robson Douglas làm tỉnh trưởng Nova Scotia vào năm 1925.

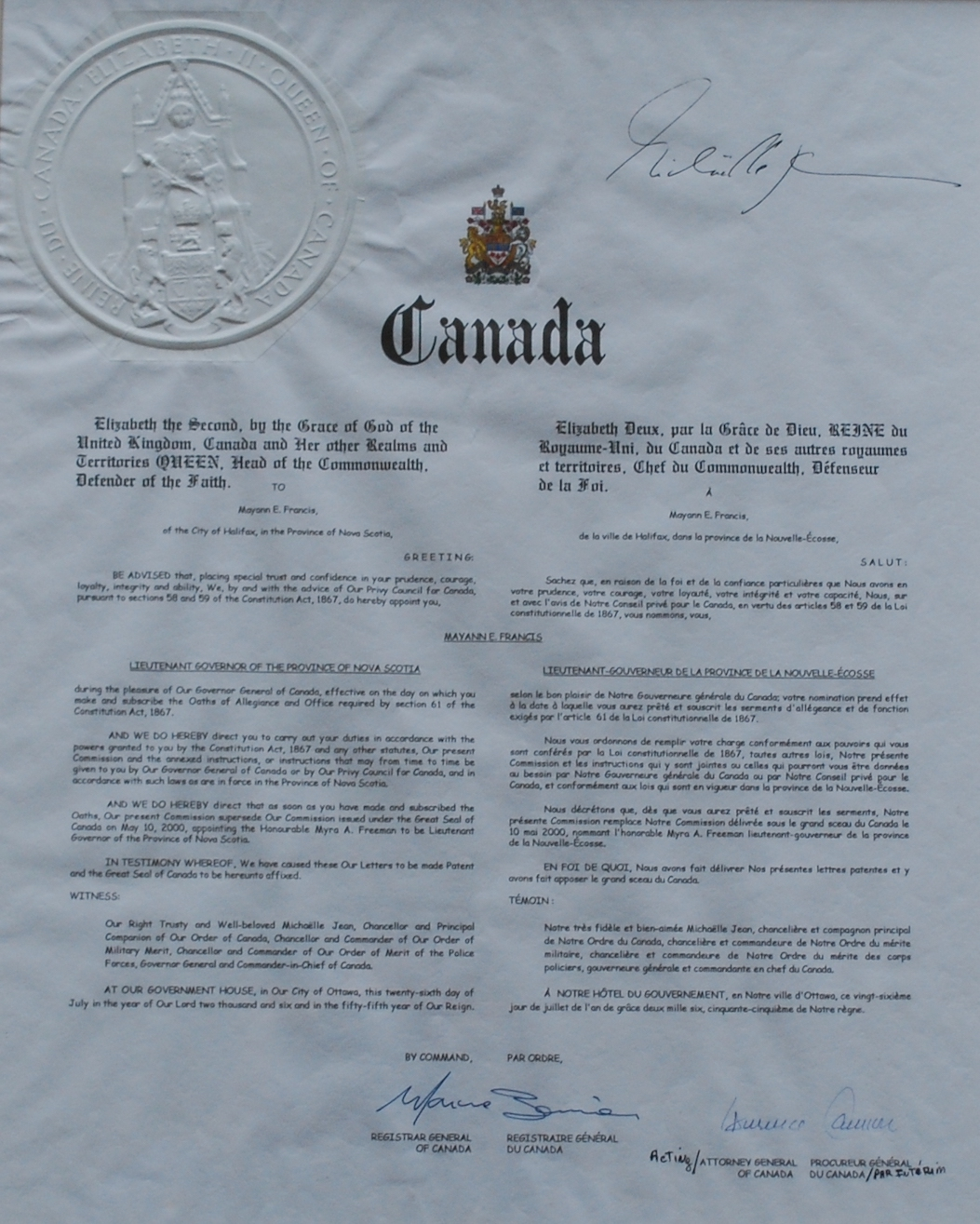
Lệnh bổ nhiệm Mayann E. Francis làm tỉnh trưởng Nova Scotia vào năm 2006.

Không có quy định nào về nghi thức tuyên thệ của một tỉnh trưởng được chỉ định ngoài việc làm lễ tuyên thệ nhậm chức. Tỉnh trưởng được chỉ định thường sẽ đi đến trụ sở nghị viện tỉnh bang, nơi được đội danh dự bồng súng chào. Từ đó, tỉnh trưởng được chủ tịch nghị viện dẫn đến hội trường nghị viện, nơi tập hợp các thẩm phán tòa án cấp cao của tỉnh bang, các thành viên nghị viện và những khách mời khác. Sau đó, lệnh bổ nhiệm tỉnh trưởng của toàn quyền được đọc to và toàn quyền hoặc đại diện của toàn quyền sẽ thực hiện ba lời tuyên thệ, là: lời thề trung thành, lời thề nhậm chức tỉnh trưởng và lời thề nhậm chức chưởng ấn của tỉnh bang. Sau khi ký tên vào ba lời tuyên thệ, người được chỉ định chính thức là tỉnh trưởng. Ngay lúc đó, Phó vương ca được cử và 15 phát súng chào được bắn bên ngoài. Sau đó, tỉnh trưởng nhận huy hiệu của tỉnh bang. Kể từ khi John J. Bowlen được bổ nhiệm làm tỉnh trưởng Alberta vào năm 1956, tân tỉnh trưởng sẽ được mời đến yết kiến quân chủ vào một thời điểm nào đó trong năm đầu tiên giữ chức vụ.

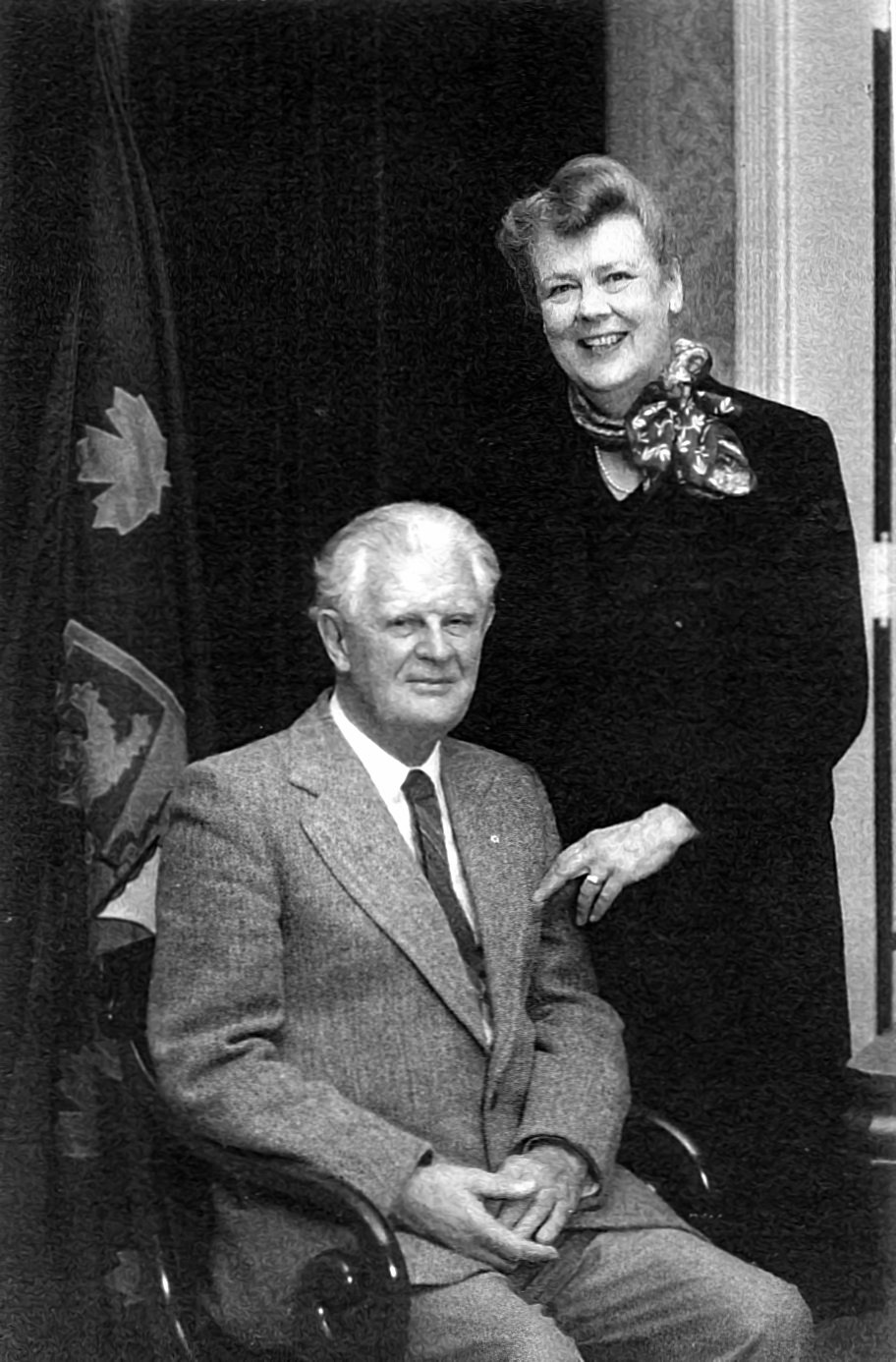
George Stanley (trái), người thiết kế quốc kỳ Canada và tỉnh trưởng New Brunswick từ năm 1981 đến năm 1987, với vợ ông ấy, Ruth

Nhiệm kỳ của tỉnh trưởng theo hiến pháp ít nhất là 5 năm, trừ phi bị Quốc hội bãi nhiệm. Tuy nhiên, tỉnh trưởng về mặt pháp lý vẫn hành động tùy ý toàn quyền nên thủ tướng có thể đề nghị toàn quyền kéo dài nhiệm kỳ của tỉnh trưởng, đôi khi lên đến hơn mười năm. Tỉnh trưởng có thể từ chức và một số tỉnh trưởng đã qua đời khi đương nhiệm.
Toàn quyền cũng có quyền bổ nhiệm một người làm "hành chính viên", có nhiệm vụ giữ quyền tỉnh trưởng nếu tỉnh trưởng không làm việc được, chẳng hạn do bị bệnh hoặc vắng mặt. Từ năm 1953, thông lệ là chánh án tỉnh bang được bổ nhiệm làm hành chính viên. Trong trường hợp khuyết tỉnh trưởng, chẳng hạn do tỉnh trưởng qua đời, thì hành chính viên không được làm việc cho đến khi một tỉnh trưởng mới được bổ nhiệm.
Tình trạng này phát sinh ở Saskatchewan vào năm 1978, khi Tỉnh trưởng George Porteous giữ quyền tỉnh trưởng với lý do ông không có quyền làm việc khi khuyết tỉnh trưởng. Bộ Tư pháp và Phủ Thủ tướng đồng ý với quan điểm của Culliton. Do đó, Chính phủ Saskatchewan không thể triệu tập nghị viện hoặc ban hành lệnh hành chính để công bố luật, quy định hoặc thực hiện bất cứ quyền hạn nào khác phải có lệnh hành chính của tỉnh trưởng. Tình trạng này kéo dài cho đến khi Irwin McIntosh được bổ nhiệm làm tỉnh trưởng vào ngày 22 tháng 2 năm 1978.

## Vai trò
Nhiệm vụ chính của tỉnh trưởng là thay mặt quân chủ Canada thực hiện những nhiệm vụ hiến pháp theo các nguyên tắc dân chủ đại nghị và chính phủ trách nhiệm, bảo đảm sự liên tục và ổn định của nhà nước và ngăn chặn sự lạm quyền với tư cách không đảng phái. Tỉnh trưởng là cốt lõi của chính quyền ở một tỉnh bang.
Phần lớn các quyền lực của quân chủ Canada được chính quyền dân cử thực hiện. Tỉnh trưởng thực hiện những nhiệm vụ nghi lễ của quân chủ. Khi quân chủ ở Canada, một tỉnh trưởng sẽ giảm xuất hiện trước công chúng, mặc dù sự hiện diện của quân chủ không làm giảm các vai trò nhà nước của tỉnh trưởng.

### Hiến pháp
Tuy quân chủ Canada nắm giữ mọi quyền hành pháp, lập pháp và tư pháp nhưng các tỉnh trưởng được phép thực hiện hầu hết những quyền hạn này nhân danh quân chủ, bao gồm cả đặc quyền hoàng gia, theo quy định của nhiều luật, chủ yếu là các điều khoản ban đầu trong phần V Luật Hiến pháp 1867. Mặc dù được toàn quyền bổ nhiệm, tỉnh trưởng được coi là đại diện trực tiếp của quân chủ nên tỉnh trưởng là người bổ nhiệm thành viên hội đồng hành chính (tức nội các) của một tỉnh bang và theo quy ước phải bổ nhiệm thủ hiến trong số thành viên nghị viện tỉnh bang. Về mặt pháp lý, các bộ trưởng có nhiệm vụ tư vấn cho tỉnh trưởng về việc thực hiện đặc quyền hoàng gia, được gọi là Hội đồng Tỉnh trưởng. Với tư cách là Hội đồng Tỉnh trưởng, tỉnh trưởng ban hành tuyên bố hoàng gia và lệnh hội đồng. Hội đồng Tỉnh trưởng Nova Scotia và New Brunswick cũng có nhiệm vụ bổ nhiệm thẩm phán tòa án chứng thực di chúc nhân danh quân chủ. Tỉnh trưởng thường phải chấp hành đề nghị của nội các để đảm bảo sự ổn định của chính quyền; trong những trường hợp đặc biệt, tỉnh trưởng có thể sử dụng các quyền dự bị để từ chối đề nghị của nội các, là cơ chế kiểm soát chính quyền cuối cùng của quân chủ.

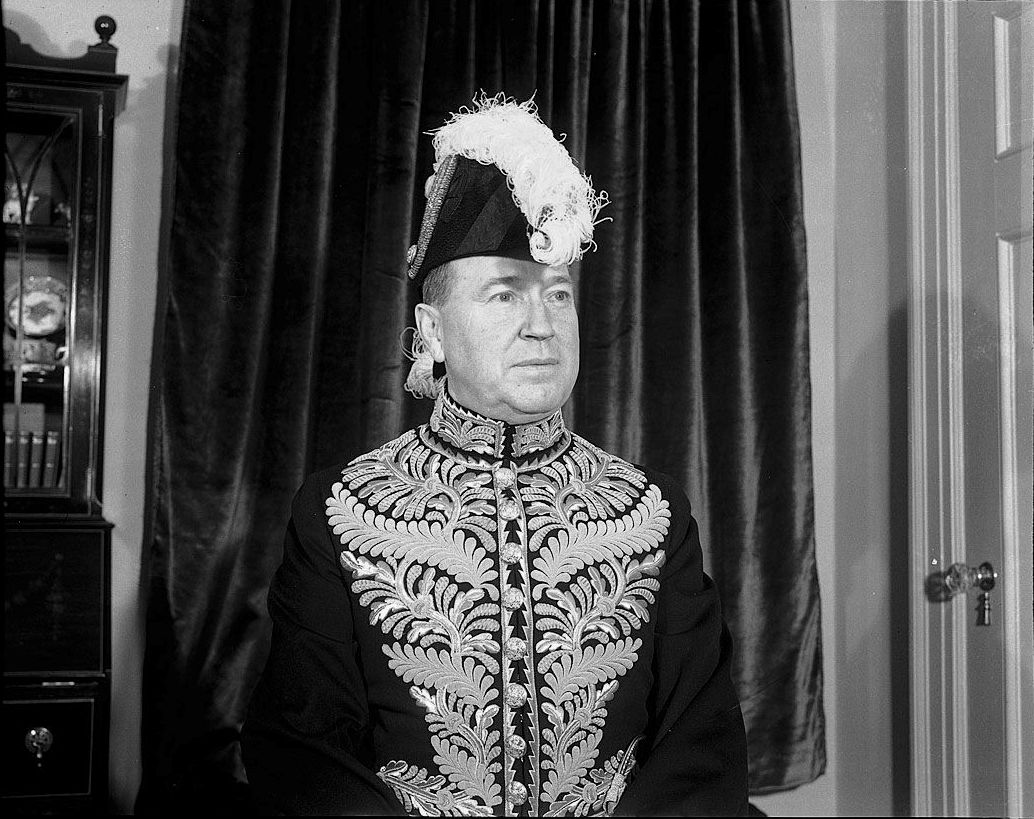
Albert Edward Matthews, tỉnh trưởng Ontario, người mà Mitchell Hepburn đã tránh mặt hoàn toàn trong suốt thời gian làm thủ hiến

Tỉnh trưởng có quyền triệu tập nghị viện tỉnh bang và thay mặt quân chủ thực hiện những nhiệm vụ nghi lễ khác, bao gồm đọc Diễn văn ngai vàng và ngừng họp, giải tán nghị viện tỉnh bang. Tỉnh trưởng cũng nhân danh quân chủ ngự phê luật của nghị viện (công bố luật), từ chối ngự phê (phủ quyết dự luật) hoặc trình toàn quyền quyết định. Nếu toàn quyền từ chối ngự phê dự luật thì quân chủ có quyền bãi bỏ dự luật trong vòng hai năm.
R. MacGregor Dawson nhận định, sau liên bang hóa Canada, những tỉnh trưởng tiếp tục thực hiện quyền lực độc lập với chính quyền và nghị viện tỉnh bang: tỉnh trưởng đã miễn nhiệm chính quyền tỉnh bang, từ chối đề nghị của bộ trưởng và nhất quyết thành lập những ủy ban hoàng gia. Tổng cộng các tỉnh trưởng đã từ chối ngự phê dự luật của nghị viện tỉnh bang 28 lần và trình dự luật lên toàn quyền xem xét 71 lần. Lần cuối cùng một tỉnh trưởng từ chối ngự phê dự luật là vào năm 1945 và lần cuối cùng một tỉnh trưởng trình dự luật lên toàn quyền là vào năm 1961. Mối quan hệ giữa tỉnh trưởng và chính quyền tỉnh bang đôi khi trở nên căng thẳng do các bộ trưởng không chịu công khai thừa nhận thẩm quyền của một người được chính phủ liên bang bổ nhiệm thường theo đề nghị của một thủ tướng khác đảng phái.

### Nghi lễ

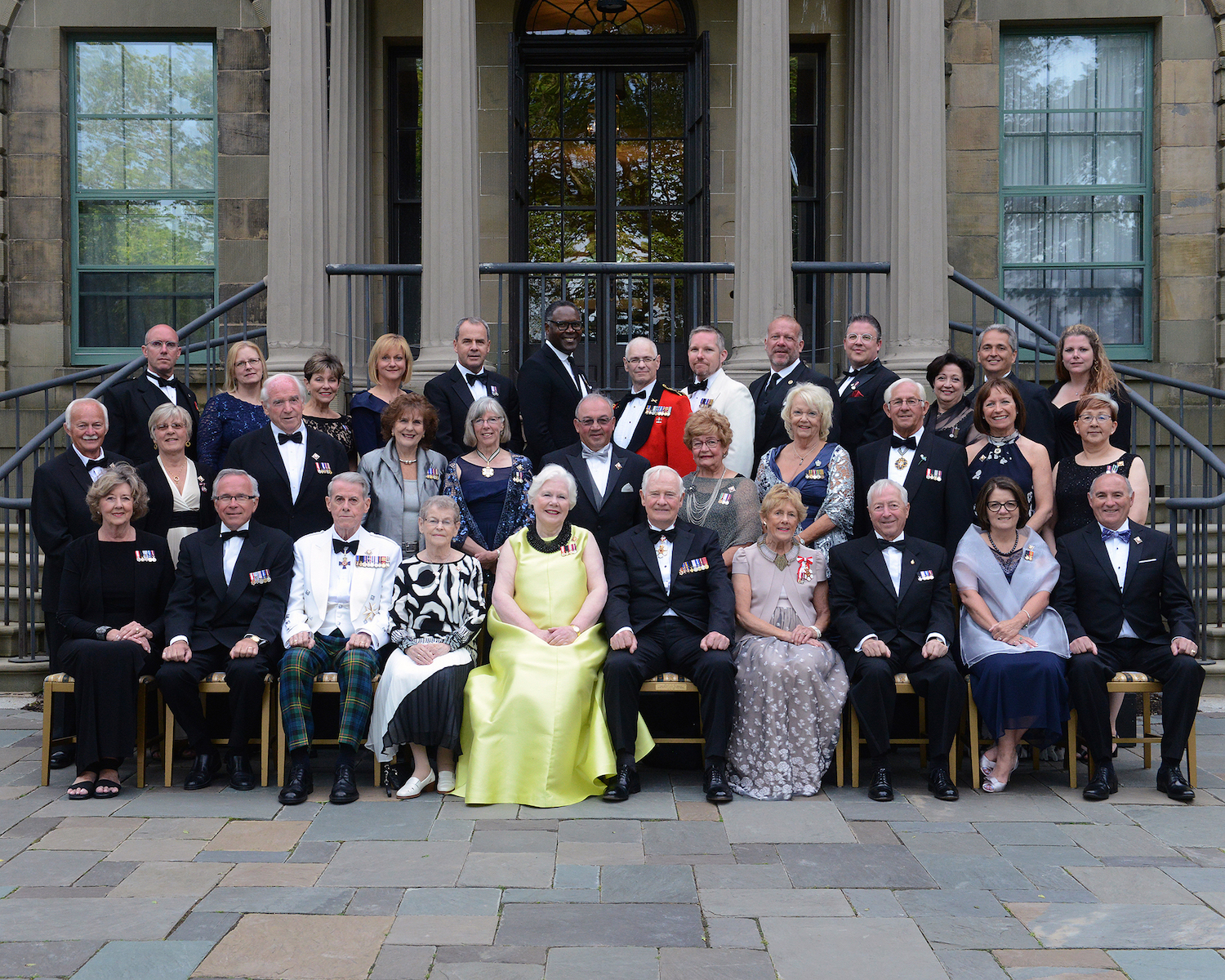
Toàn quyền, các tỉnh trưởng, ủy viên lãnh thổ Canada và thư ký của họ, năm 2016.

Hầu hết các quyền hạn hiến pháp của tỉnh trưởng được trao cho chính quyền tỉnh bang nên một tỉnh trưởng chủ yếu thực hiện những nhiệm vụ nghi lễ, là biểu tượng của chủ quyền tỉnh bang. Ngoại trừ Québec, tỉnh trưởng là "trọng tâm của lý tưởng cộng đồng và củng cố bản sắc tỉnh bang."

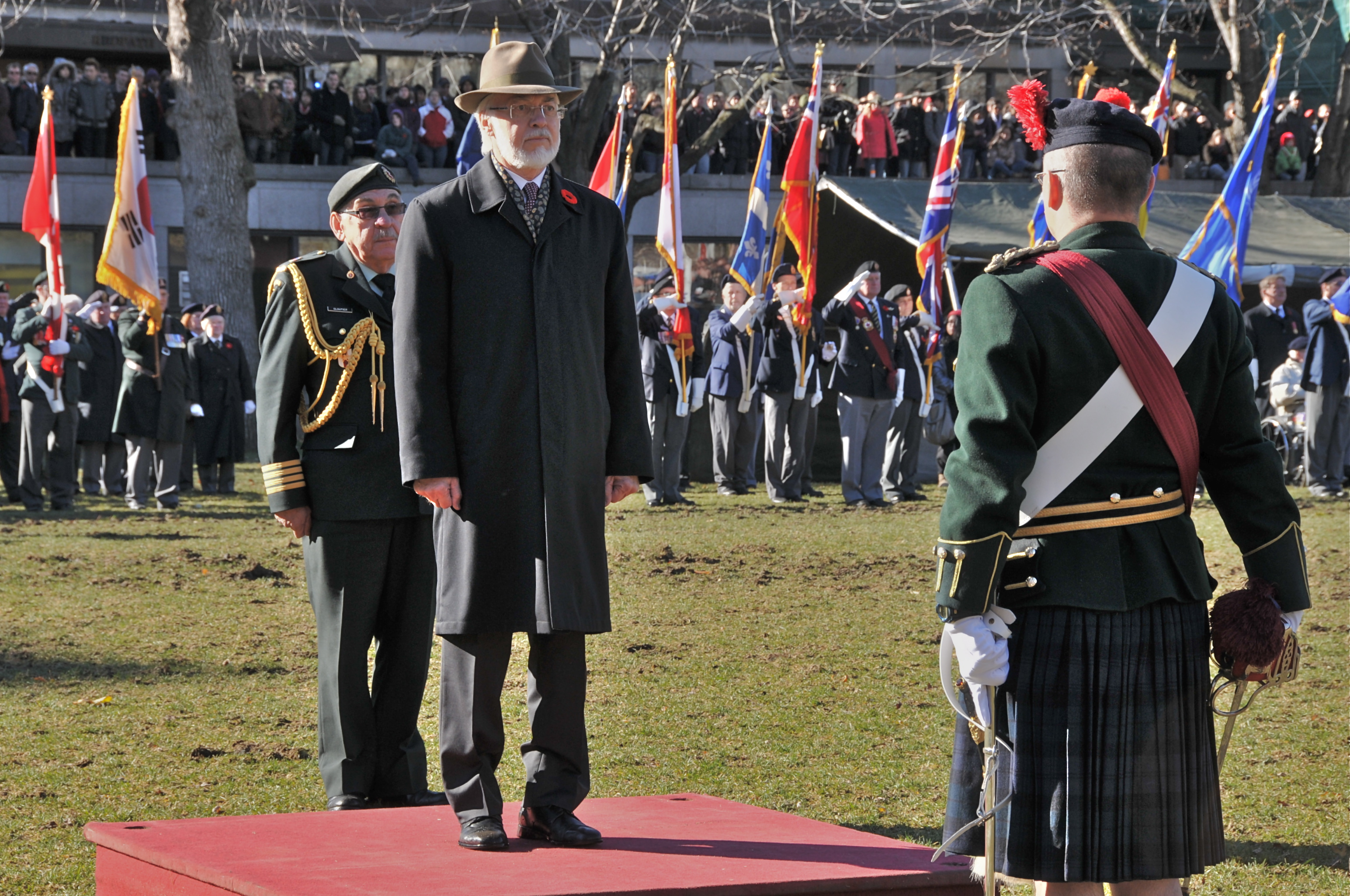
Tỉnh trưởng Québec Pierre Duchesne được cử Phó vương ca trong một buổi lễ vào Ngày tưởng niệm năm 2010

Tỉnh trưởng có nhiệm vụ tiếp đón các thành viên của Hoàng gia Canada, hoàng gia, nguyên thủ quốc gia nước ngoài và thúc đẩy sự đoàn kết, niềm tự hào dân tộc. Tỉnh trưởng đi khắp tỉnh bang của mình để gặp gỡ người dân từ mọi vùng miền, dân tộc và tặng thưởng huân chương, huy chương và những giải thưởng khác. Các tỉnh trưởng hiếm khi thực hiện nhiệm vụ ở ngoài tỉnh bang của mình và không bao giờ công du, trừ phi thay mặt quân chủ với tư cách đại diện liên bang; có ý kiến cho rằng tỉnh trưởng nên bắt đầu công du để quảng bá tỉnh bang của họ ở nước ngoài. Khi thực hiện những nhiệm vụ này, tỉnh trưởng đôi khi có thể nhận được lời khuyên từ Bộ Di sản văn hóa Canada. Khi tỉnh bang tổ chức bầu cử, tỉnh trưởng sẽ giảm xuất hiện trước công chúng để không có vẻ như đang can thiệp vào chính trị.

Huy hiệu của tỉnh trưởng

Tỉnh trưởng quyết định tặng thưởng các giải thưởng. Ngoài ra, tỉnh trưởng (và ủy viên lãnh thổ) trao tặng Bằng khen của Tỉnh trưởng và Ủy viên cho những cá nhân tình nguyện hoặc vì lương phục vụ cho các tỉnh trưởng và ủy viên. Ban đầu bằng khen được quy định như một giải thưởng thay cho Huân chương Hoàng gia Victoria, thường được trao cho những người đã có đóng góp xuất sắc cho quân chủ hoặc toàn quyền, vì những người được tỉnh trưởng đề cử thường bị Phủ Toàn quyền bỏ qua. Từ năm 1984, những đề cử của các tỉnh trưởng đã được chấp nhận thường xuyên hơn và Bằng khen của Tỉnh trưởng và Ủy viên đã trở thành giải thưởng cho những đóng góp đáng khen ngợi cho tỉnh trưởng và ủy viên.

## Biểu tượng và nghi thức
Là đại diện của quân chủ, tỉnh trưởng chỉ xếp sau quân chủ trong thứ tự ưu tiên của tỉnh bang, thậm chí trước cả các thành viên khác của Hoàng gia. Mặc dù toàn quyền được coi là primus inter pares trong số các tỉnh trưởng, toàn quyền có cấp bậc thấp hơn so với tỉnh trưởng ở cấp tỉnh bang. Ở cấp liên bang, toàn quyền là đại diện của quân chủ tại Canada và đứng trước các tỉnh trưởng. Một tỉnh trưởng đương nhiệm có quyền sử dụng danh hiệu His Honour hoặc Her Honour và được ban thêm danh hiệu The Honourable suốt đời.

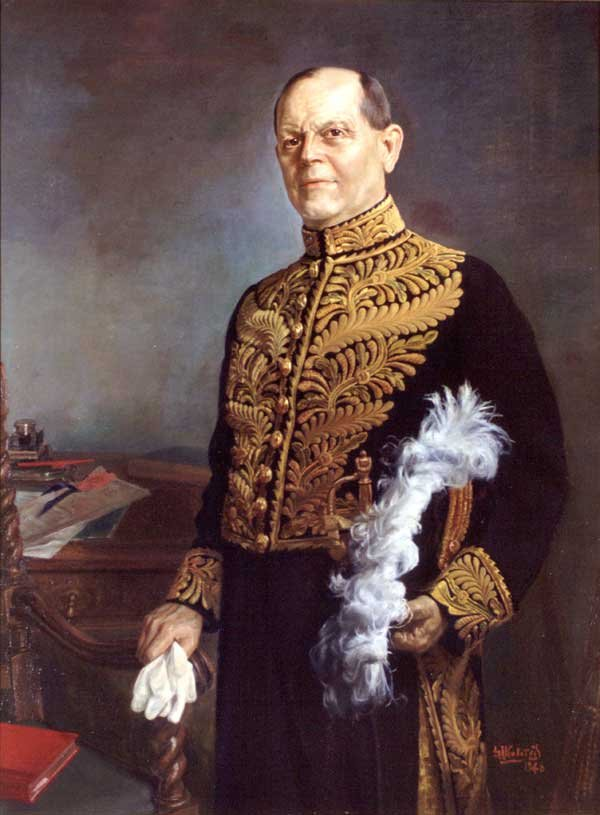
Ray Lawson, tỉnh trưởng Ontario từ năm 1946 đến năm 1952, mặc lễ phục triều đình

Theo truyền thống, tỉnh trưởng có quyền mặc lễ phục triều đình hạng nhất. Ngày nay, tỉnh trưởng ở một số tỉnh bang như Nova Scotia, Alberta và British Columbia tiếp tục mặc lễ phục triều đình. Từ năm 1999, tỉnh trưởng có quyền đeo huy hiệu đặc biệt.
Phó vương ca là bài hát được dùng để đón và tiễn tỉnh trưởng trong những sự kiện chính thức, gồm sáu tiết nhịp đầu của quốc ca Anh ("Chúa phù hộ Quốc vương"), bốn tiết nhịp đầu và bốn tiết nhịp cuối của quốc ca Canada ("O Canada"). Bất cứ tòa nhà, tàu, máy bay hoặc ô tô nào ở Canada mà tỉnh trưởng có mặt thì sẽ treo cờ hiệu tỉnh trưởng. Hầu hết các lá cờ hiệu tỉnh trưởng nền xanh, ở giữa có phù hiệu của tỉnh bang, xung quanh là mười lá phong vàng (mỗi lá tượng trưng cho một tỉnh bang), ở trên phù hiệu là vương miện. Ở cấp tỉnh bang, cờ hiệu tỉnh trưởng được ưu tiên hơn tất cả những lá cờ khác, ngoại trừ cờ hiệu hoàng gia. Cờ hiệu tỉnh trưởng và tất cả các lá cờ trên tài sản của Quân đội Canada được treo rủ khi một tỉnh trưởng đương nhiệm hoặc nguyên tỉnh trưởng qua đời.

## Danh sách tỉnh trưởng và ủy viên đương nhiệm

### Tỉnh trưởng
| Tỉnh bang                | Tên                | Nhậm chức            | Người bổ nhiệm | Theo đề nghị của |
| ------------------------ | ------------------ | -------------------- | -------------- | ---------------- |
| Ontario                  | Edith Dumont       | 14 tháng 11 năm 2023 | Mary Simon     | Justin Trudeau   |
| Québec                   | Manon Jeannotte    | 25 tháng 1 năm 2024  | Mary Simon     | Justin Trudeau   |
| Nova Scotia              | Arthur LeBlanc     | 28 tháng 6 năm 2017  | David Johnston | Justin Trudeau   |
| New Brunswick            | Brenda Murphy      | 8 tháng 9 năm 2019   | Julie Payette  | Justin Trudeau   |
| Manitoba                 | Anita Neville      | 24 tháng 10 năm 2022 | Mary Simon     | Justin Trudeau   |
| British Columbia         | Janet Austin       | 24 tháng 4 năm 2018  | Julie Payette  | Justin Trudeau   |
| Đảo Hoàng tử Edward      | Antoinette Perry   | 20 tháng 10 năm 2017 | Julie Payette  | Justin Trudeau   |
| Saskatchewan             | Russell Mirasty    | 17 tháng 7 năm 2019  | Julie Payette  | Justin Trudeau   |
| Alberta                  | Salma Lakhani      | 26 tháng 8 năm 2020  | Julie Payette  | Justin Trudeau   |
| Newfoundland và Labrador | Joan Marie Aylward | 14 tháng 11 năm 2023 | Mary Simon     | Justin Trudeau   |

### Ủy viên
| Lãnh thổ             | Tên            | Nhậm chức           | Người bổ nhiệm                  |
| -------------------- | -------------- | ------------------- | ------------------------------- |
| Các Lãnh thổ Tây Bắc | Gerald Kisoun  | 14 tháng 5 năm 2024 | Hội đồng Toàn quyền Cơ mật viện |
| Yukon                | Adeline Webber | 31 tháng 5 năm 2023 | Hội đồng Toàn quyền Cơ mật viện |
| Nunavut              | Eva Aariak     | 14 tháng 1 năm 2021 | Hội đồng Toàn quyền Cơ mật viện |